# Захарково (Красногорський район)
Заха́рково (рос. Захарково) — село у Красногорському районі Московської області Російської Федерації.

## Розташування
Село Захарково входить до складу сільського поселення Ільїнське. Воно розташовано на північному березі річки Москви. Найближчі населені пункти Архангельське, Селище дачного господарства «Архангельське», Рубльово.

## Населення
Станом на 2006 рік у селі проживала 201 особа.